# Коховський Всеволод Порфирійович
Всеволод Порфирійович Коховський (* 2 (14) березня 1835, с. Стародубівка Ізюмського повіту Слобідсько-Української губернії, Російська імперія (нині — с. Слов'янського району Донецької області) — † 2 (14) червня 1891, Санкт-Петербург, Російська імперія) — педагог, письменник, генерал-лейтенант, засновник і перший директор «Педагогічного музею» в Петербурзі, збирав та зберігав малярську спадщину Тараса Шевченка

## Біографія
Навчався у приватному пансіоні м. Бахмут, в 1853 році закінчив військово-навчальний заклад — Дворянський полк, став офіцером.
Учасник Кримської війни 1853–1856 років, зазнав контузії, за бойові заслуги відзначений орденом.
Восени 1854 переведений з діючої армії до Фінляндського лейб-гвардії полку.
У 1860 році вступив до Миколаївської академії Генштабу в Санкт-Петербурзі.
У 1862 році закінчив Миколаївську академію Генерального штабу, здобув вищу фахову освіту за першим розрядом, одержав направлення на службу до Павловського кадетського корпусу (яке в 1863 році перейменовано у Павловське військове училище) — Коховський призначений командиром 1-ї роти Павловського військового училища.
Коховський В. П. виголосив промову на петербурзькій панахиді з приводу першої роковини смерті  Тараса Шевченка (1862).
У 1864 році Коховський прикомандирований до Головного управління військово-навчальних закладів військового міністерства, з наступного року очолив там навчальний відділ, Педагогічний музей та Педагогічну бібліотеку.
У 1870 році очолив постійну комісію, яка займалася облаштуванням Петербурзького педагогічного музею військово-навчальних закладів («Соляной городок»).
Уклав і під егідою Всеросійської мануфактурної виставки (Петербург, 1870) поширив «Каталог учебных и воспитательных пособий педагогического отдела Военного Министерства».
Ставши першим директором (1889–1891) Педагогічного музею, ініціював загальнодоступну педагогічну секцію та публічні читання з методики викладів освітніх предметів, а також музичну студію для бажаючих удосконалювати спів чи гру на оркестрових інструментах. В організованій Коховським Педагогічній бібліотеці були й видання українською мовою.
Від 1874 року — генерал-майор.

Всеволод Коховський

У 1875 році на Міжнародній географічній виставці в Парижі (Франція) демонстрував матеріали свого музею, отримавши найвищу нагороду цього заходу.
Пізніше запровадив зразковий клас на міжнародній гігієнічній виставці в Брюсселі (Бельгія), брав участь в інших подібних акціях за кордоном.
В 1889 році удостоєний чину генерал-лейтенанта, був обраний членом Ради імператорського Людинолюбного товариства, залишившись на посаді директора Педагогічного музею зі спеціальними правами, прирівняними до привілеїв начальника військового корпусу.
У 1890 році влаштував у Санкт-Петербурзі 1-шу Всеросійську виставку дитячих іграшок, ігор і занять.
Популяризував творчість Тараса Шевченка, збирав і зберігав його малярську спадщину — нині художні реліквії з колекції В. П. Коховського зберігаються в Національному музеї Тараса Шевченка (Київ).
Помер Всеволод Порфирійович Коховський 1-го червня 1891 року у м. Санкт-Петербург.

## Літературна діяльність
Коховський В. П. друкував свої праці як під власним прізвищем, так і під псевдонімами: В. К., Вс. П., Данило Медовник, Погонець.
Дебютував як автор на сторінках журналу «Основи» кореспонденцією «Лист до основ'ян» (1862), фольклорними записами «З народних уст», зібраними в Харківській губернії, а також нарисом «Усна мова з науки про дощ».
Під псевдонімом «Данило Медовник, що прозивають Погонцем», у журналі «Правда» вмістив оповідання «Пан Комарчук» (1870) (анонімно надруковане у Швейцарії окремою книгою «Пан народолюбець»).
У Галичині твори Коховського друкувались в шкільних читанках (Львів, 1876–1889), за якими діти навчалися української мови.
І. Франко вважав, що українське слово В. Коховського «має тривку літературну вартість».
Виступав (1873–1889) з педагогічними працями на шпальтах часопису «Педагогический сборник», у відомчих виданнях.
Спогади «Дело 22-го мая 1854-го года под Силистрией» обнародував у місячнику «Русская старина» (1891, № 3).
Коховський автор педагогічних праць про трудове виховання, початкову освіту тощо. Він був організатором перших народних читалень у 70 — 80-х pp. 19 ст..
Коховському В. П. належать також праці:
- Отцам и матерям о детях: Чтение для народа, составленное и произнесенное в аудитории Соляного городка (СПб., 1873);
- Областные педагогические и народные музеи (СПб., 1886).

## Нагороди
- Орден Св. Анни 4-го ст. (1854).